# داننفلس
داننفلس (به آلمانی: Dannenfels) یک شهر در آلمان است که در دنرسبرگکرایس واقع شده‌است. داننفلس ۹۲۳ نفر جمعیت دارد.